# Benteng Pendem

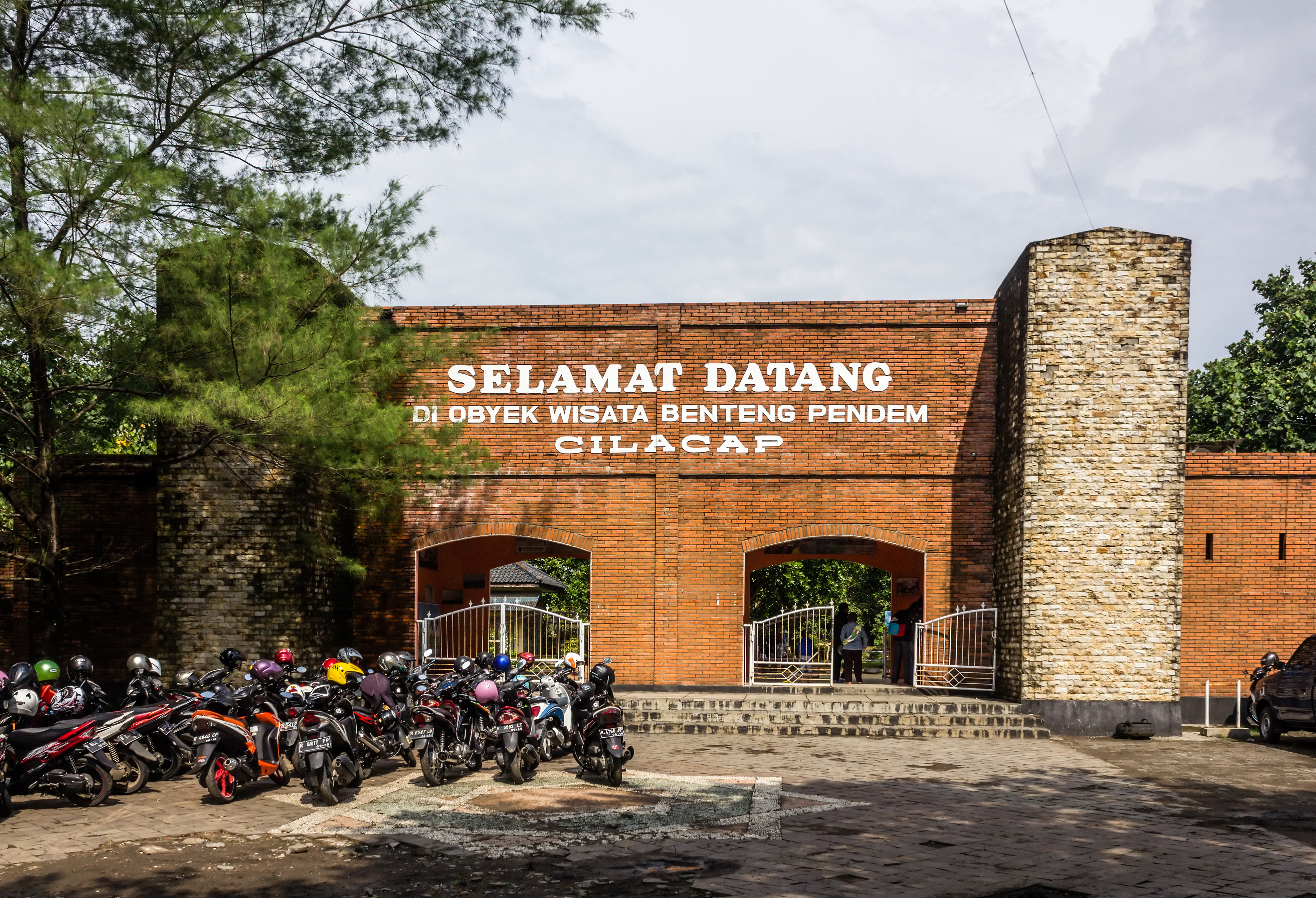
Eingang

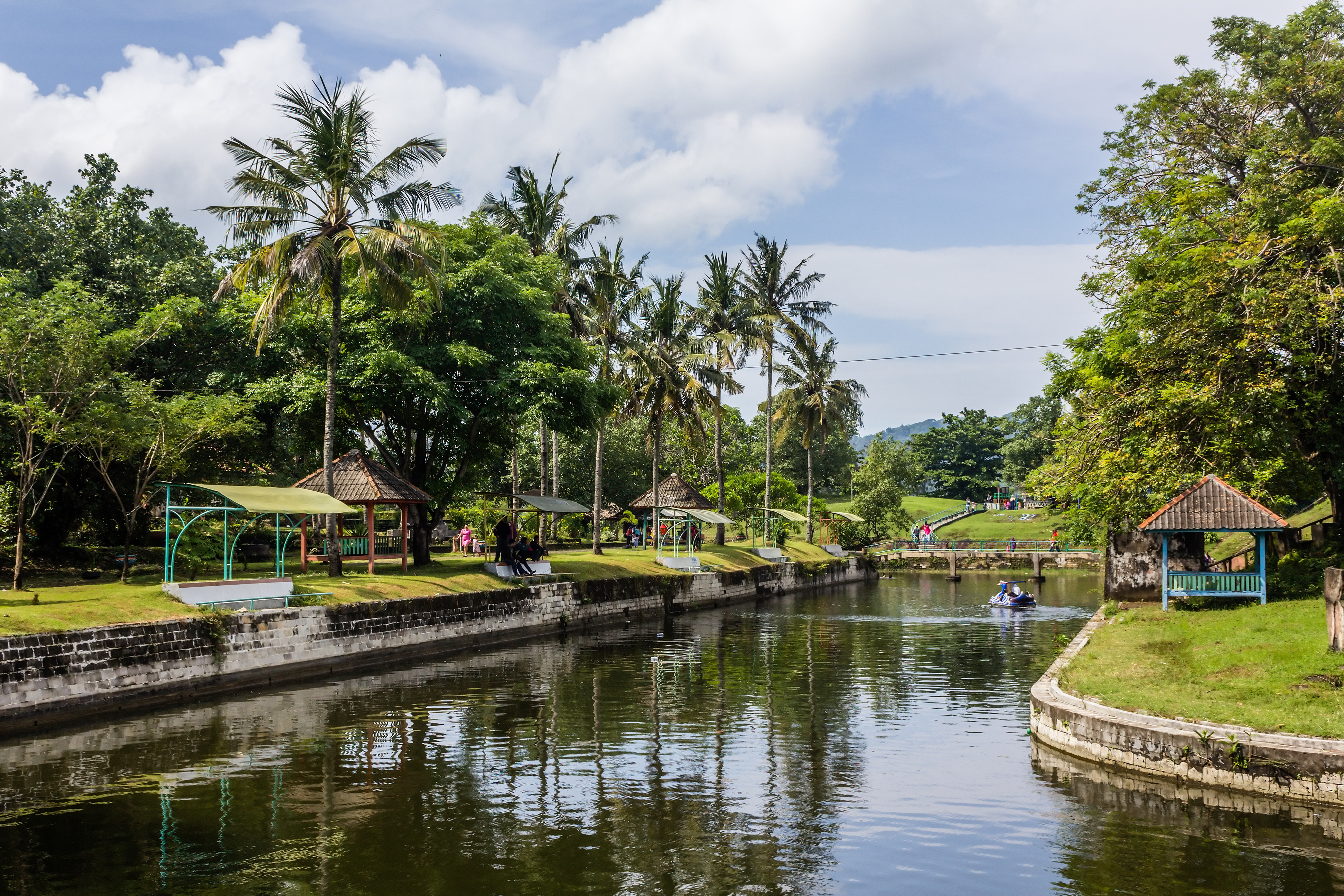
Wassergraben

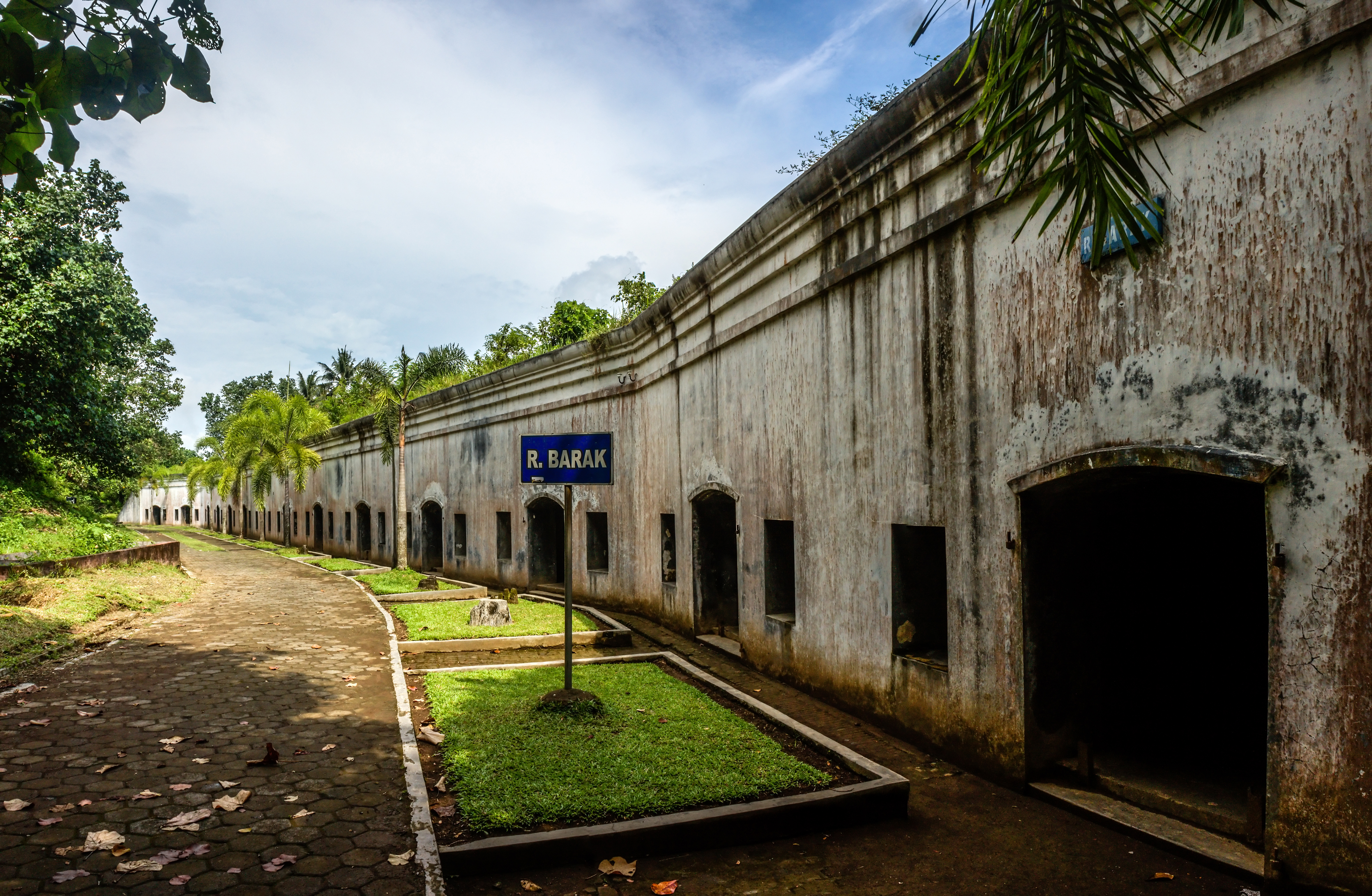
Kasernen

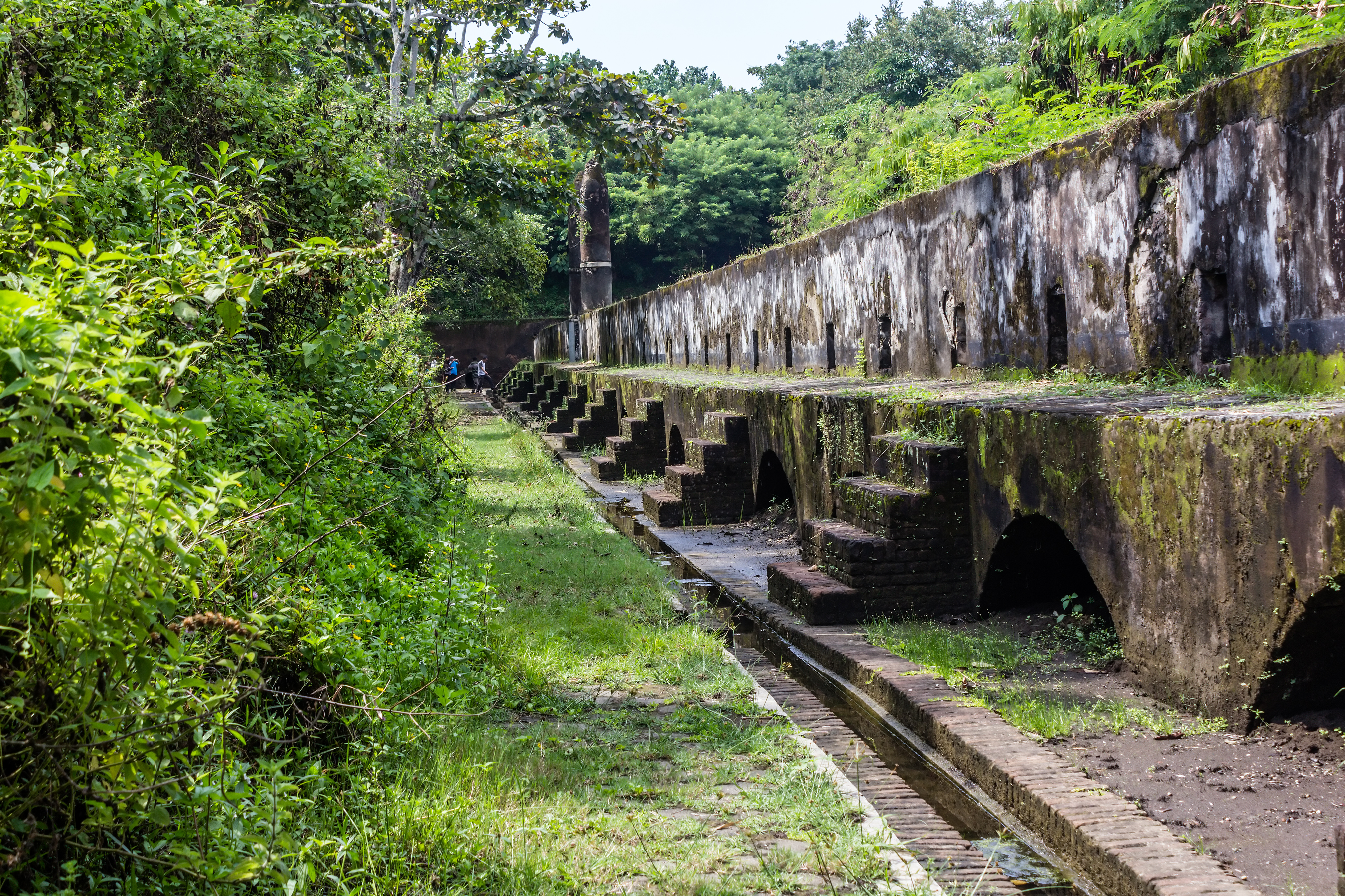
Befestigungsanlage

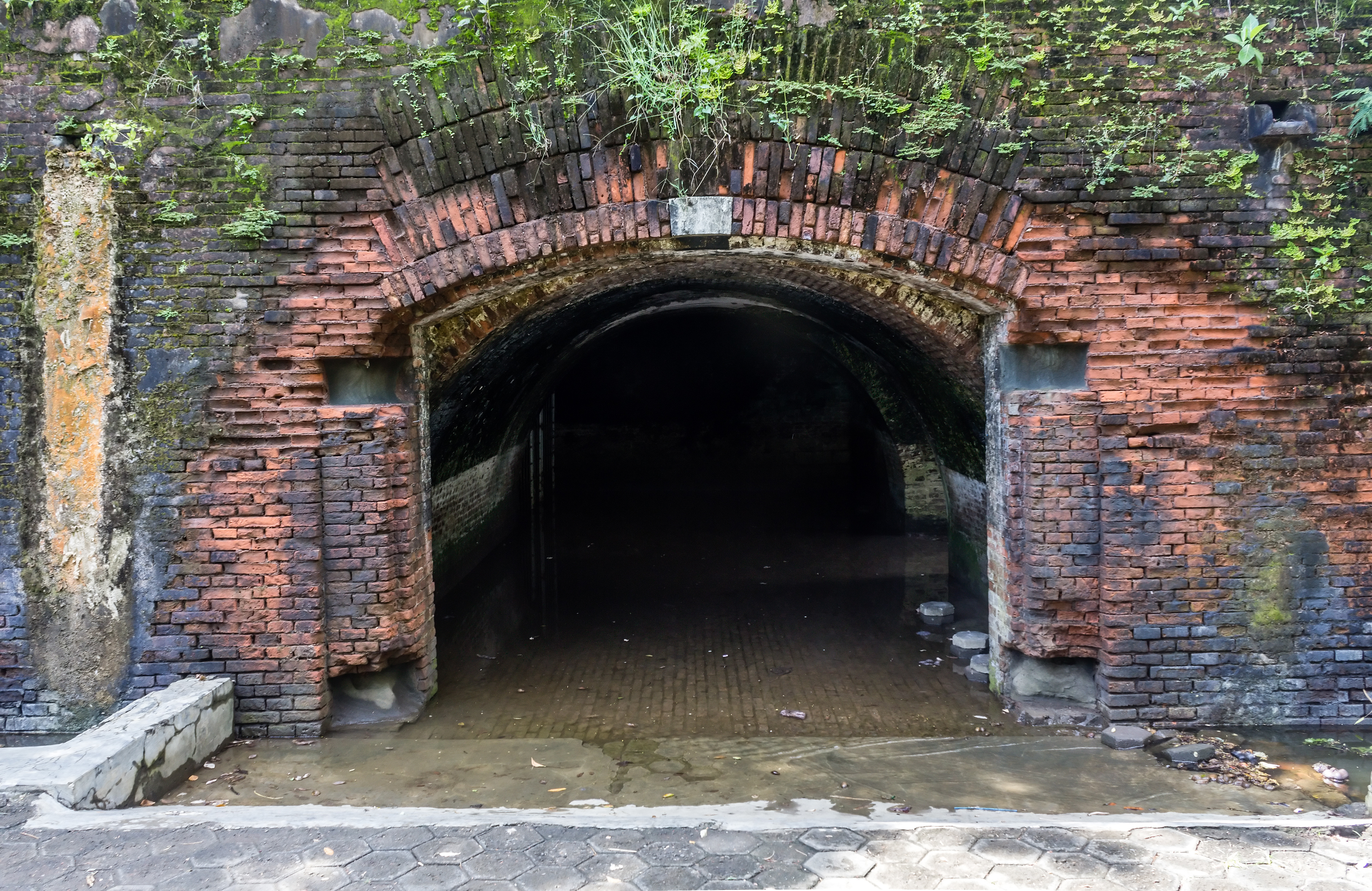
Tunneleingang

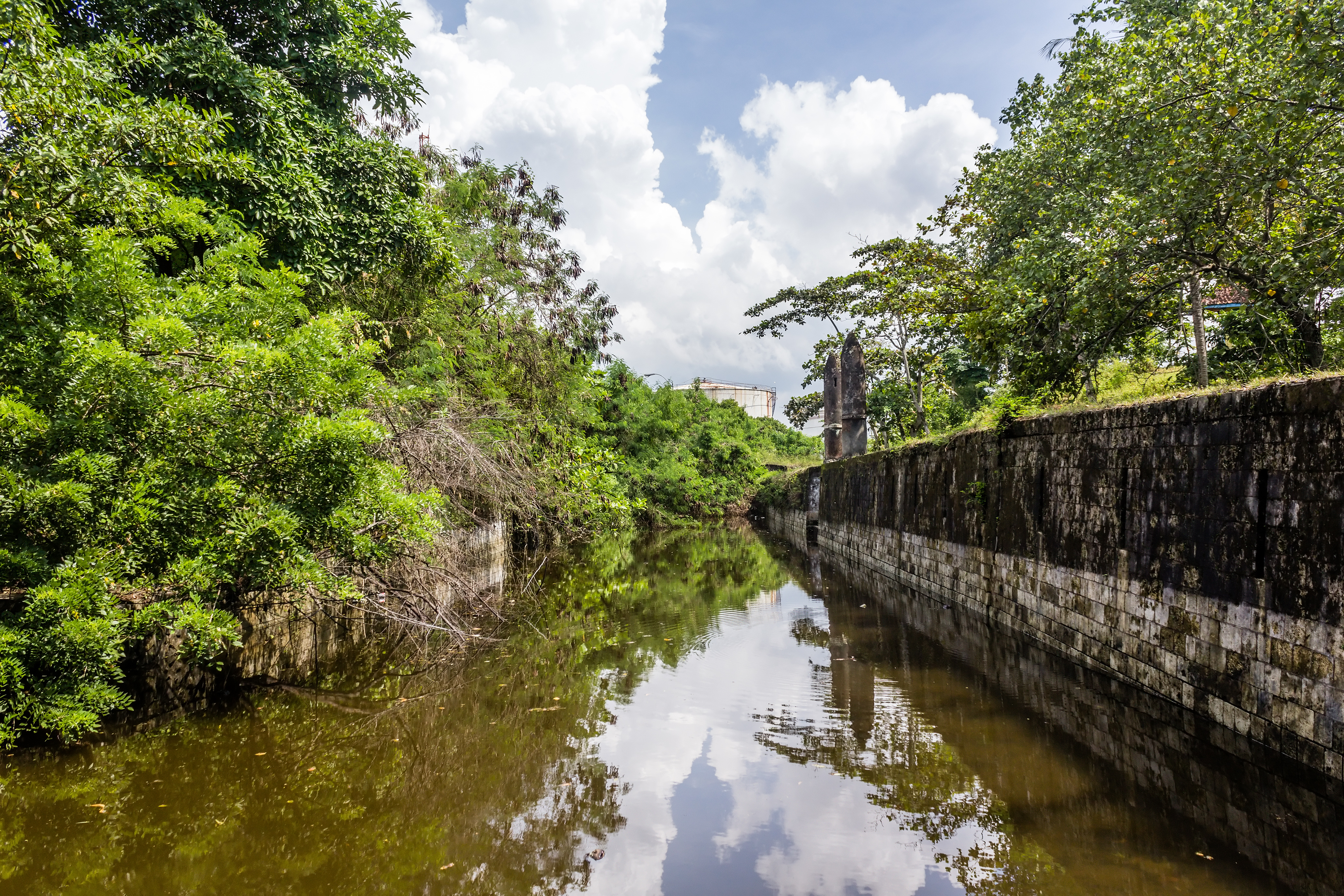
Wassergraben

Benteng Pendem (Indonesisch für unterirdisches Fort) ist eine ehemalige holländische Befestigungsanlage in Cilacap, Zentral-Java. Das Fort wurde zwischen 1861 und 1879 errichtet, um den Hafen von Cilacap zu verteidigen. 1987 wurde es für die Öffentlichkeit geöffnet und ist heute die wichtigste Touristenattraktion der Region. Das fünfeckige Gelände ist 6,5–10,5 Hektar groß und ist mit Originalgebäuden wie den Kasernen, einem Lazarett und dem Gefängnis sowie späteren Erweiterungen bebaut. Es gehört zu den  Cultural properties of Indonesia. Es gibt einen 500 m langen Wassergraben, der 5 m breit und 3 m tief ist, sowie 11 ehemalige Kanonenstandplätze.

## Gebäude
Es gibt einen 113 m langen Tunnel mit vier Eingängen, ein Kasernengebäude mit 14 Kasematten sowie 330 m lange Befestigungsmauern. Diese Bauwerke sind aus verputztem Backstein erbaut und waren unter einer 3 m dicken Erdschicht begraben, von der das Fort seinen Namen erhielt. Aus der Entfernung sehen die Gebäude wie Hügel aus. Sie sind in generell schlechtem Zustand, weil sie den Elementen ausgesetzt sind, insbesondere dem Meerwasser und der Feuchtigkeit. Einige Gebäude sind noch nicht ausgegraben, einschließlich eines Tunnels, von dem angenommen wird, dass er nach Nusa Kambangan führt.

## Geschichte
Laut den Babad Banyumas hat der Javanische Monarch Pakubuwono IV das Fort im 19. Jahrhundert errichten lassen. Die Küstenbastion auf der Halbinsel von Cilacap (holländisch Kustbatterij op de Landtong te Tjilatjap), die heutzutage Benteng Pendem heißt, wurde 1861 errichtet und 1879 eröffnet.
Während des Zweiten Weltkrieges von 1942 bis 1945 wurde Benteng Pendem von den Japanern besetzt und bis zum Ende des Indonesischen Unabhängigkeitskriegs gehalten. Von 1952 bis 1965 wurde es von der indonesischen Armee genutzt. Danach verfiel es in einen sehr baufälligen Zustand.
Es wurde 1986 teilweise ausgegraben. Andere Teile sind mit einem Öllager überbaut. 1987 wurde es dem Tourismus eröffnet. 2002 und 2005 wurden einige stark baufällige Bereiche eingezäunt.

## Nachweise
- Benteng Pendem Cilacap. Center for the Preservation of Cultural Properties, Central Java, 10. März 2014, ehemals im Original (nicht mehr online verfügbar); abgerufen am 5. April 2015 (malaiisch). (Seite nicht mehr abrufbar. Suche in Webarchiven)  Info: Der Link wurde automatisch als defekt markiert. Bitte prüfe den Link gemäß Anleitung und entferne dann diesen Hinweis.
- Gregorius Magnus Finesso: Benteng Pendem Memendam Sejuta Keunikan. In: Kompas. 28. Mai 2012, ehemals im Original (nicht mehr online verfügbar); abgerufen am 5. April 2015 (malaiisch, Übersetzung: Benteng Pendem Hides a Million Unique Things). (Seite nicht mehr abrufbar. Suche in Webarchiven)  Info: Der Link wurde automatisch als defekt markiert. Bitte prüfe den Link gemäß Anleitung und entferne dann diesen Hinweis.
- Nanang Anna Nurani: Benteng Pendem: Sejarah Perjuangan Rakyat Cilacap. Indosiar, 2012, ehemals im Original (nicht mehr online verfügbar); abgerufen am 5. April 2015 (malaiisch, Übersetzung: Benteng Pendem: History of the Struggle of the People of Cilacap). (Seite nicht mehr abrufbar. Suche in Webarchiven)  Info: Der Link wurde automatisch als defekt markiert. Bitte prüfe den Link gemäß Anleitung und entferne dann diesen Hinweis.
- Angling Adhitya Purbaya: Misteri di Benteng Cilacap. In: Detik.com. 1. September 2014, ehemals im Original (nicht mehr online verfügbar); abgerufen am 5. April 2015 (malaiisch, Übersetzung: Mystery in the Fortress of Cilacap). (Seite nicht mehr abrufbar. Suche in Webarchiven)  Info: Der Link wurde automatisch als defekt markiert. Bitte prüfe den Link gemäß Anleitung und entferne dann diesen Hinweis.
- Teguh Wicaksono: Dicekam Seram di Benteng Pendem. In: National Geographic Traveler. September 2013, ehemals im Original (nicht mehr online verfügbar); abgerufen am 5. April 2015 (malaiisch, Übersetzung: Gripped by Fright in Benteng Pendem). (Seite nicht mehr abrufbar. Suche in Webarchiven)  Info: Der Link wurde automatisch als defekt markiert. Bitte prüfe den Link gemäß Anleitung und entferne dann diesen Hinweis.